# Електродний пековий кокс
Електродний пековий кокс — продукт коксування пеку. Питома витрата середньотемпературного пеку з урахуванням пекової смоли і важких дистилятів складає 1,262-1,307 тонн на тонну коксу. Пековий кокс повинен мати певні фізико-хімічні властивості. В процесі коксування високотемпературного пеку відбувається істотна зміна елементного складу, збільшується дійсна густина і знижується питомий електроопір. Пековий кокс знаходить застосування в основному у виробництві вуглеграфітових матеріалів і анодної маси.
Властивості пекового коксу.
Вихід газу з 1 т високотемпературного пеку 270—290 м3. Його склад % : Н2 78,2-80,6; СН4 10,7-12,3; СО 3,0-3,4; СО2 0,3-1,7; СmНn 3,0-3,4; N 2,6-4,9; О2 0,4-1,1. Густина 0,260-0,290 кг/м3. Нижча теплота згоряння 12,94 МДж/м3.